# Mpal

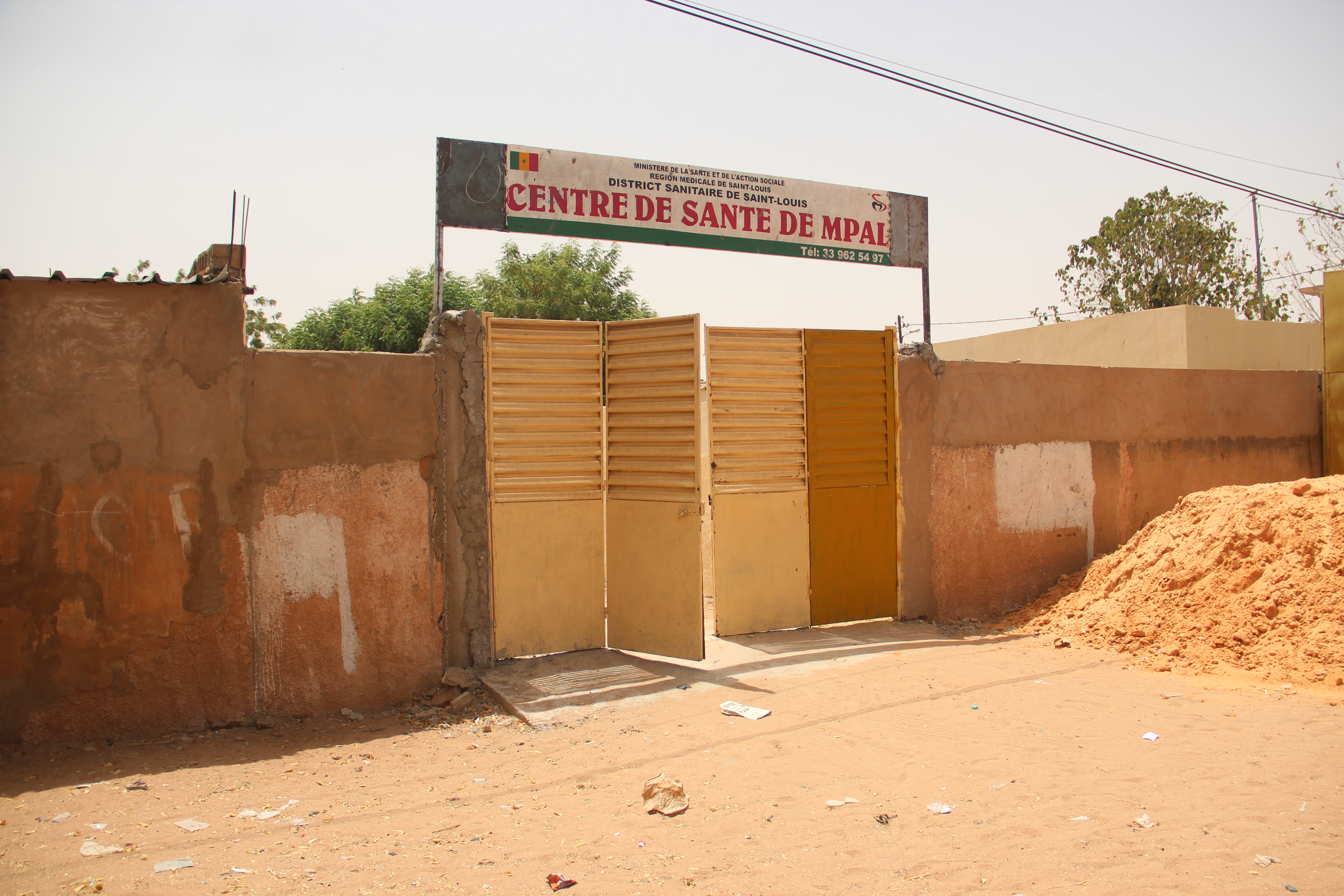
Poliklinik in Mpal

Mpal ist eine Kleinstadt im Département Saint-Louis der Region Saint-Louis, gelegen im Nordwesten Senegals.

## Geographische Lage
Mpal liegt im Südosten des Départements Saint-Louis nahe der Grenze zum Département Louga in der regenarmen Sahelzone und im äußersten Norden des Erdnussbeckens. Die Feuchtgebiete im Mündungsgebiet des Senegalstroms sind im Westen 15 Kilometer entfernt.
Mpal liegt 180 Kilometer nordöstlich von Dakar, 27 Kilometer ostsüdöstlich der Regionalpräfektur Saint-Louis und 32 Kilometer nördlich der Nachbarpräfektur Louga.

## Bevölkerung
Nach den letzten Volkszählungen hat sich die Einwohnerzahl der Stadt wie folgt entwickelt:
| Jahr | Einwohner |
| ---- | --------- |
| 1988 |           |
| 2002 |           |
| 2013 | 8133      |

## Geschichte
Das Dorf Mpal erlangte 2008 den Status einer Commune (Stadt). Das Stadtgebiet erstreckte sich, gemessen vom Standort der Sous-Préfecture,   nach Norden 1,5 km bis zum forêt classée de Mpal, nach Süden 1,5 km bis zu den Grenzen des Dorfes Mbaye Mbaye, nach Osten 2 km bis zu den Grenzen des Dorfes Khabane und nach Westen 1,5 km bis zu den Grenzen des Dorfes Boubacar Médina Baye.

## Verkehr
Mpal liegt an der Nationalstraße N 2. Sie folgt in einem großen Bogen zunächst in einigem Abstand der Grande-Côte im Westen und dann im Norden und Osten des Landes dem linken Senegalufer. So verbindet sie Mpal von Südwesten her mit der Metropole Dakar und den Städten Rufisque, Thiès, Tivaouane, Louga und nach Nordwesten mit Saint-Louis.
Parallel zur N2 verläuft die 1885 eröffnete und inzwischen stillgelegte Eisenbahnstrecke Dakar–Saint-Louis durch die Stadt.
Mpal ist letzter Etappenort vor dem Zieleinlauf in Dakar für das Africa Eco Race 2022.

## Kultur
1995 wurde das Collège d’Enseignement Moyen (CEM) Rawane Ngom gegründet, benannt nach dem islamischen Gelehrten Mame Rawhane Ngom. 2012 wurde der Grundstein für das Lycée de Mpal gelegt, die erste Schule am Ort mit gymnasialer Oberstufe.